# European Committee for Homeopathy
Das European Committee for Homeopathy oder ECH ist der europäische Interessenverband der homöopathisch tätigen Ärzte (Humanmediziner, Tierärzte, Zahnärzte) und anderer homöopathisch tätiger Berufsgruppen (Apotheker, Hebammen) mit Sitz in Brüssel.
Zurzeit sind Mitglieder folgender Länder beigetreten: Belgien, Bulgarien, Deutschland, Estland, Frankreich, Georgien, Griechenland, Italien, Lettland, Litauen, Niederlande, Österreich, Polen, Portugal, Rumänien, Serbien, Slowakei, Slowenien, Spanien, Schweden, Schweiz, Tschechische Republik, Ungarn, UK und Irland, Zypern.
Der ECH ist in mehrere Subgruppen strukturiert, die sich u. a. mit Ausbildung, Politik, Pharmazie, Dokumentation, Forschung, Arzneimittelprüfungen, Tiermedizin und Zahnmedizin beschäftigen.